# Opeuderus
Opeuderus is een geslacht van vliesvleugeligen uit de familie Eulophidae. De wetenschappelijke naam van dit geslacht is voor het eerst geldig gepubliceerd in 1988 door Boucek.

## Soorten
Het geslacht Opeuderus is monotypisch en omvat slechts de volgende soort:
- Opeuderus conops Boucek, 1988